# أحمد مصطفى فودة
أحمد مصطفى فودة هو كاتب مصري اشتهر بفضل كتابٍ نشرهُ تحت عنوان «نصائح بابا فودة الذهبية لربة المنزل الذكية» عن الدار المصرية اللبنانية عام 2006. وهو الكتاب الذي قدّم فيه نصائح عامّة للمرأة لإجادة التعامل مع أمور المنزل الروتينيّة وأشياء أخرى من هذا النوع.

## المسيرة المهنيّة
نشر أحمد مصطفى فودة عام 2006 كتابه المعنون «نصائح بابا فودة الذهبية لربة المنزل الذكية» عن الدار المصرية اللبنانية في عدد صفحاتٍ بلغ 224 صفحة. ذاع صيتُ الكاتب المصري بفضل هذا الكتاب الذي نشرهُ حينها والذي اعتُبر من قِبل الكثير من النقاد أحد الكتب المتميزة الموجّهة للمرأة، على اعتبار أنّ الكتاب يُقدم نصائح وإرشادات مفيدة للمرأة حول مختلف شؤون الحياة، فيبدأ بفصلٍ حول المنزل وترتيبه والعناية به، ثم يحكي في الفصل الثاني عن المرأة وجمالها والعناية ببشرتها، بينما يتطرّقُ في الفصل الثالث للعناية والرعاية الصحية داخل المنزل، وكذلك فصل رابعٌ حول المأكولات والمشروبات الصحية والمفيدة ونصائح أخرى في هذا الإطار.

## قائمة أعماله
هذه قائمةٌ بأبرز أعمال الكاتب المصري أحمد مصطفى فودة:
- نصائح بابا فودة الذهبية لربة المنزل الذكية[7]